# Utetes subochrosoma
Utetes subochrosoma är en stekelart som först beskrevs av Vladimir Ivanovich Tobias 1998.  Utetes subochrosoma ingår i släktet Utetes och familjen bracksteklar. Inga underarter finns listade i Catalogue of Life.